# Hotel de Russie
Palazzo Lucernari è un edificio costruito da Giuseppe Valadier a Roma in Via del Babuino in uso come albergo con il nome di Hotel de Russie.

## Storia
Il palazzo venne edificato non lungi da Piazza del Popolo  al principio della Via del Babuino su terreni concessi dalla Camera Apostolica ai Torlonia (e a Giuseppe Valenti) a condizione che vi facessero edificare a loro spese da Valadier che realizzò il corpo dell’edificio sulla via del Babuino tra il 1816 e il 1825 circa, quando Francesco Lucernari fa demolire alcuni vecchi edifici per edificare il palazzo. Alle facciate vi aveva lavorato nel secondo decennio del XIX secolo Pietro Paoletti, con affreschi poi andati perduti.
Il pittore inglese William Turner aveva dipinto l’edificio quando era ancora in costruzione e poi venne adibito ad uso di hotel con il nome di Hotel de Russie e des Isles Britannique  come era ancora conosciuto nel catasto del 1855. Alla fine dello stesso secolo l’hotel era già noto come Hotel de Russie, molto apprezzato anche dalla stessa clientela russa e da quella europea in generale, e la fama fu mantenuta per tutto il primo trentennio del secolo successivo. Tra il 1870 e il 1872 venne sopraelevato di due piani da Carlo Nicola Carnevali.
Durante la seconda guerra mondiale l'albergo fu richiesto dai Servizi Informativi Militari, poi fu acquistato da Romolo Vaselli e tenuto quindi in affitto dalla RAI come sede degli uffici e studi destinati alle trasmissioni radiofoniche fino al 1993, per essere poi rilevato dal Trust alberghiero Rocco Forte Hotels che lo ha interamente ristrutturato ad uso alberghiero, riprendendo il nome di Hotel de Russie, riuscendo a recuperare nel cortile, durante i lavori, un giardino “segreto” disegnato dallo stesso Valadier, costituito da un sistema di gradinate e salti di quota che si estende fino al rilievo del Pincio. 
Il 17/3/1891 vi moriva Napoleone Giuseppe Carlo Paolo Bonaparte.